# ペナン州

ペナン島とスブラン・プライ

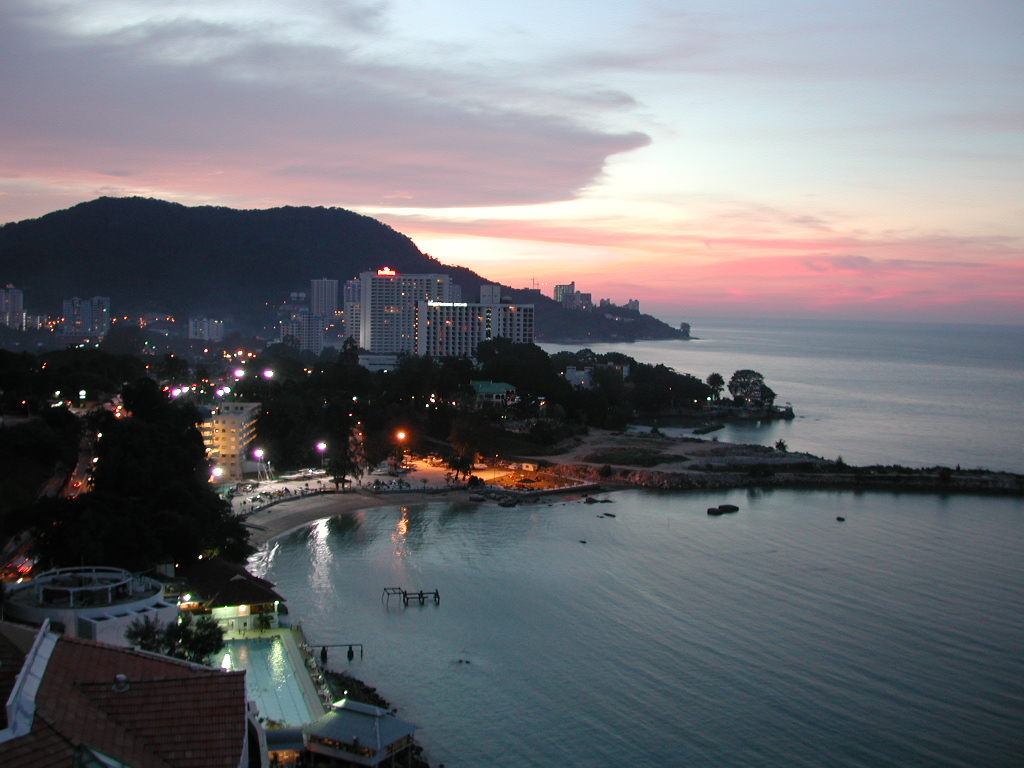
ペナン

ペナン州（ペナンしゅう、マレー語: Pulau Pinang、英語: Penang、中国語: 檳城）は、マレーシアの州の一つである。人口は177万人で人口密度が高く、クアラルンプールに次ぐ規模の都市圏を形成している。
南北24キロメートル、東西15キロメートルのペナン島、対岸のマレー半島部分のスブランプライにて構成される。両地域は長大橋ペナンブリッジで結ばれている。
マレー語発音の「プラウ・ピナン」（Pulau Pinang）とは、「檳榔樹 Pinang の島 Pulau」を意味する。

## 歴史
- 7世紀頃 - モンスーン貿易の経路にあり、インド・アラブ方面、中国方面からの商人が寄港するようになる。
- 16世紀頃 - インドより出たポルトガルの商人が寄航するようになる。
- 17世紀頃 - マラッカ海峡の北側の玄関口として様々な国の船舶が通る。
- 1786年 - シャムの攻撃を恐れたケダ王国（英語版）は、イギリスのフランシス・ライト（英語版）による提案にこたえて、イギリスがケダ王国に軍事援助することと引き換えにイギリス東インド会社にペナン島を賃貸した。この後、現在のペナン島を「プリンス・オブ・ウェールズ島」と改名、イギリス東インド会社の拠点として発展した。イギリスはイギリス人とマレー人の間の存在として華僑やインドのセポイといった移民を増やす政策を行った。
- 1791年 - シャムが隣国のパタニ王国（現在のタイ深南部三県）まで攻めて来たため、ケダ王国は軍事援助の約束に従ってイギリスに派兵を要求したが断わられた。ここにイギリスはクダ王国を5年間も騙し続けていた事が発覚した。そのため、ケダ王国は10,000人からなる大軍によるペナン島回復戦を計画したが、事前にフランシス・ライトに察知され、ペナンを取り返すどころか対岸の拠点スブランプライを奪われてしまい、ペナンをイギリスに明け渡すことになった。
- 1824年 - イギリス・オランダ両国にて、マラッカ海峡を中心とする地区の勢力範囲を定めた英蘭協約を締結。（イギリスはスマトラ島西海岸のベンクーレン（英語版）とオランダのマラッカを交換し、ペナン、シンガポール・マラッカのいわゆる海峡植民地が完成）
- 19世紀終盤 - イギリスによるマレー半島全土の植民地体制が整う。
- 1941年 - 太平洋戦争勃発。日本、イギリスからペナンを含むマレー半島全土とシンガポールを奪取。大日本帝国海軍の潜水艦基地がおかれドイツ海軍とイタリア海軍との共同作戦の為にも使用された。
- 1945年 - 第二次世界大戦終戦。イギリスの植民地に復帰した。
- 1957年- -マラヤ連邦の独立。
- 1960年代 - 自由港の地位を失う。そのため地域経済が低迷し、失業者が街中にあふれる事となった。
- 1980年以降 - 東西交易の舞台から、工業地帯への変貌を遂げる。

## 地理
- マレー系住民が42%、福建や潮州出身をはじめとする中国系住民が41%、インド系住民が7%。
- 位置：北緯5度、東経100度付近に位置する。
- 気候：熱帯（Af）に位置するため、年間通じて高温多湿。4月・5月と8月 - 11月は雨が多い。

| ペナンの気候             | ペナンの気候 | ペナンの気候 | ペナンの気候  | ペナンの気候  | ペナンの気候  | ペナンの気候  | ペナンの気候  | ペナンの気候  | ペナンの気候  | ペナンの気候   | ペナンの気候  | ペナンの気候  | ペナンの気候     |
| 月                       | 1月          | 2月          | 3月           | 4月           | 5月           | 6月           | 7月           | 8月           | 9月           | 10月           | 11月          | 12月          | 年               |
| ------------------------ | ------------ | ------------ | ------------- | ------------- | ------------- | ------------- | ------------- | ------------- | ------------- | -------------- | ------------- | ------------- | ---------------- |
| 平均最高気温 °C （°F）   | 31.6 (88.9)  | 32.2 (90)    | 32.2 (90)     | 31.9 (89.4)   | 31.6 (88.9)   | 31.4 (88.5)   | 31.0 (87.8)   | 30.9 (87.6)   | 30.4 (86.7)   | 30.4 (86.7)    | 30.7 (87.3)   | 31.1 (88)     | 31.3 (88.2)      |
| 日平均気温 °C （°F）     | 26.9 (80.4)  | 27.4 (81.3)  | 27.6 (81.7)   | 27.7 (81.9)   | 27.6 (81.7)   | 27.3 (81.1)   | 26.9 (80.4)   | 26.8 (80.2)   | 26.5 (79.7)   | 26.4 (79.5)    | 26.5 (79.7)   | 26.7 (80.1)   | 27.0 (80.6)      |
| 平均最低気温 °C （°F）   | 23.2 (73.8)  | 23.5 (74.3)  | 23.7 (74.7)   | 24.1 (75.4)   | 24.2 (75.6)   | 23.8 (74.8)   | 23.4 (74.1)   | 23.4 (74.1)   | 23.2 (73.8)   | 23.3 (73.9)    | 23.3 (73.9)   | 23.4 (74.1)   | 23.5 (74.4)      |
| 雨量 mm （inch）         | 68.7 (2.705) | 71.7 (2.823) | 146.4 (5.764) | 220.5 (8.681) | 203.4 (8.008) | 178.0 (7.008) | 192.1 (7.563) | 242.4 (9.543) | 356.1 (14.02) | 383.0 (15.079) | 231.8 (9.126) | 113.5 (4.469) | 2,407.6 (94.787) |
| 平均降雨日数 （≥1.0 mm） | 5            | 6            | 9             | 14            | 14            | 11            | 12            | 14            | 18            | 19             | 15            | 9             | 146              |
| 平均月間日照時間         | 248.8        | 233.2        | 235.3         | 224.5         | 203.6         | 202.4         | 205.5         | 188.8         | 161.0         | 170.2          | 182.1         | 209.0         | 2,464.4          |
| 出典：NOAA               |              |              |               |               |               |               |               |               |               |                |               |               |                  |

## 隣接州
- ケダ州（クダ州）
- ペラ州

## 州政府の地方行政区分
- 北東郡（英語版）（Daerah Timur Laut）
- 南西郡（英語版）（Daerah Barat Daya）
- 中スプラン・プライ郡（英語版）（Daerah Seberang Perai Tengah）
- 北スブラン・プライ郡（英語版）（Daerah Seberang Perai Utara）
- 南スブラン・プライ郡（英語版）（Daerah Seberang Perai Selatan）

## 地方自治体
- 市
  - ペナン島市（Majlis Perbandaran Pulau Pinang）
  - スブラン・プライ市（英語版）（Majlis Perbandaran Seberang Perai）

## 政治
ペナン州は元々ケダ王国（現ケダ州）の土地であったが、イギリスにだまし取られてしまった歴史のため、独自の王（スルタン）を持たない。そのためマレーシア国王が州首相と協議して任命する任期4年の知事（ガバナー）が置かれる。知事は儀礼的存在であり、州政府の長は州議会の多数会派（与党）から選ばれる州首相である。

## 産業
ペナンは「東洋の真珠」や「インド洋のエメラルド」とも呼ばれ、古くからマレーシア有数のリゾート島である。一方で、対岸のバターワースはポート・クランと並ぶマレーシア屈指の港であり、バターワースやバヤンレパス空港周辺は外国資本の企業も数多く進出するマレーシアの工業の拠点となっている。
ジョージタウンの中心部にある象徴的な65階建てのコムタタワーはペナンで最も高い建物である。ペナンは、セランゴール州とジョホールに次いで、マレーシアの州の中で第三位の経済都市であり、RM33,456.00（USD $10,893.00）と2010年のマレーシアの一人当たりGDPが最も高い都市である。製造業はGDP（2000年）の45.9％であり、ペナン経済の重要な構成要素となっている。島の南部にはバヤンレパス無料工業団地があり（例えば、デル、インテル、AMD、アルテラ、モトローラ、アジレント、キーサイト、ルネサス、オスラム、プレクサス、ボッシュなど）、ハイテク電子機器工場で工業化されている。
しかし近年、中国とインドの安価な人件費などの要因により、外国直接投資の緩やかな下落を経験している。2010年にペナンは国の設備投資の最高合計を持っていた。ペナンでは2010年にマレーシアの総投資の26％を占めた。
2011年には、ペナンは合計でRM9.1億、2年連続のためにマレーシアへの投資の製造でトップとなった。しかし製造業、サービス部門と民間部門を含む、MIDAによって導入された総投資の新たな測定指標では、ペナンはRM14.038億の総額で、総投資にサラワクに次いでマレーシアで第二位。これは主に、十分な一次産業への投資を持っていないことによるものであった。米国メディアのブルームバーグは「ジョホール州やサラワク州など他の州で連邦政府の集中投資にもかかわらず、マレーシアの最大の経済的成功」とペナンの経済成長を説明した。結果的に総投資の増加による経済的な成功の後、ペナンの公的債務が減少し、2011年の終わり[113]で2008年にRM630万ドルからRM30万円〜95％増となった。
ペナンの経済の他の重要なセクターは、観光、金融、海運、その他のサービスがある。
ペナン開発公社（PDC）はInvestPenangはペナンへの投資を促進することを唯一の目的と州政府の非営利のエンティティであるのに対し、ペナンの社会経済開発を強化し、の雇用機会を創出することを目指し、自己資金法定機関である。

## 交通

### 空港
- ペナン国際空港 - ペナン島南部にあり、国内外へ就航している。
  - 国内線：マレーシア航空、エアアジアがクアラルンプールやジョホールバル等とを結んでいる。
  - 国際線：マレーシア航空やエア・アジア以外に、シンガポール航空やタイ国際航空、エバー航空、キャセイパシフィック航空等が、それぞれシンガポール、バンコク、台北、香港、メダン等とを結んでいる。なお現在は日本との直行便は運航されていない。

### 鉄道
- ペナン・ヒル鉄道 - ペナン島内には観光用ケーブルカーが有る。
- マレー鉄道 - 本島連絡鉄道が無いが、対岸にバターワース駅があり、シンガポールやクアラルンプール、タイのハジャイ、バンコクとも結ばれている。

ペナン島内にLRT鉄道建設の構想がある。

### 港湾
ジョージタウンとバタワース間には、フェリーが24時間運航している。また、インドネシアのメダンやケダ州のランカウイ島と間にも定期航路がある。

### バス
島内は数社のバス会社によってくまなく網羅されている。ペナン島と本土主要都市間やシンガポール・タイとの間にも高速バスが運行している。

### 道路
ペナンブリッジを経由して、半島部を縦断する南北高速道路とつながっており、クアラルンプールを経由しシンガポールへ結ばれている。現在ペナン島内やウェレスレーの道路建設が急ピッチで行われている。

## 出身有名人
- P・ラムリー（シンガーソングライター）